# Прикрашена черепаха півострівна
Pseudemys peninsularis — вид черепах з роду прикрашених черепах родини прісноводних черепах.

## Розповсюдження
Ендемік американського штату Флорида. Населяє болота, озера та повільні річки.

## Опис
Карапакс подовжений і опуклий, зі слабо зазубреним заднім краєм, завдовжки 38-40,3 см, від коричневого до оливково-чорного кольору з жовтим малюнком. Пластрон жовтий, без малюнка. На нижніх щитках є округлі темні плями, іноді зі світлим центром. Голова, шия, кінцівки і хвіст чорні з жовтими смугами. Іноді з боків голови проходять рожеві поздовжні смуги. Самці дрібніші за самиць. Вони мають збільшені кігті на передніх лапах і довгий, товстий хвіст. Отвір клоаки у самців розташовується далі рівня краю карапакса, а панцир сплощеніший.